# Règle de droit
Ne doit pas être confondu avec Rule of law.
 (juin 2020).
Si vous disposez d'ouvrages ou d'articles de référence ou si vous connaissez des sites web de qualité traitant du thème abordé ici, merci de compléter l'article en donnant les références utiles à sa vérifiabilité et en les liant à la section « Notes et références ».
La règle de droit ou norme juridique est « la norme juridiquement obligatoire, quelle que soit sa source (règle légale, coutumière), son degré de généralité (règle générale, règle spéciale), sa portée (règle absolue, rigide, souple...) ».

## Caractères

### Caractères généraux d'une règle

#### Règle générale et impersonnelle
La règle de droit est considérée comme générale parce qu'elle est appliquée sur tout le territoire national et pour tous les faits qui s’y produisent. On la qualifie d'impersonnelle parce qu'elle vaut pour toutes les personnes qui se trouvent ou se trouveront dans une décision objectivement déterminée, et elle définit alors la conduite à tenir dans cette situation. Dans ce sens, elle n’est pas faite pour régler des cas particuliers connus a priori : elle est formulée en termes généraux et ne s'applique aux cas particuliers qu'a posteriori, après comparaison (par exemple par un juge) entre la situation particulière et les termes généraux de la loi.
Le caractère impersonnel et général de la règle de droit n'est pas absolu, car si la règle de droit définit toujours une situation précise, elle ne concerne toujours qu’un nombre limité de personnes (par exemple, les lois définissant les droits et devoirs des propriétaires fonciers valent potentiellement pour tous les individus, mais ne concernent, dans les faits, que les individus bénéficiant d'un patrimoine foncier).
Ces caractères ne sont pas propres à la règle de droit. Toute mesure qui prétend s’appliquer à un certain nombre d’individus doit nécessairement être générale et impersonnelle. Si une mesure ne concerne qu’une personne déterminée, ce n’est plus une règle, c’est un décret ou une sentence. Les règles morales et religieuses sont aussi générales et impersonnelles.

#### Règle à finalité sociale
Le but de la règle de droit est d'organiser la vie sociale : c'est pour la règle de droit que cette caractéristique est la plus prononcée. Pour la règle morale, la finalité serait plutôt celle de l'épanouissement de la conscience de l’individu, de son perfectionnement ; la règle religieuse, elle, veillerait au salut de l’âme.
Pour atteindre cette finalité sociale, la règle de droit va parfois contredire des règles morales ou religieuses (divorce, prescription, avortement...).
Ce critère n’est pas caractéristique de la règle de droit. Le droit n’a pas qu’une finalité sociale, et parfois, il vient même ériger une règle morale en règle de droit. Les autres règles de conduite ont aussi une dimension sociale (même secondaire). Les règles religieuse et morale n’ignorent pas le fait social, elles tiennent compte des devoirs de chacun à l’égard des autres membres de la société. Il existe aussi une morale « sociale » (menant à un comportement de bon citoyen).

#### Règle extérieure
La règle de droit ne dépend pas de la volonté de celui qui y est soumis. Ce n’est pas une contrainte que l’on s’impose spontanément, mais c’est un ordre ou une suggestion imposée à chaque membre du corps social.
Ce caractère extérieur est, selon Kant, ce qui permet de distinguer la règle de droit de la règle morale. En effet, la règle morale est interne à la personne et est le produit de la conscience : c’est le sujet lui-même qui se l’impose.
Mais la règle de droit n’est pas la seule à avoir une source extérieure à la volonté de l’Homme. Il en est de même pour la religion. Il ne s’agit pas d’un caractère unique.

### Caractère spécifique de la règle de droit: lacoercitionétatique
On entend par coercition étatique une contrainte émanant de l’État. Ce qui est spécifique à la règle de droit, c’est donc d’être rendue obligatoire et sanctionnée par l’État.

#### Conséquences de ce caractère spécifique

##### Caractère obligatoire
La règle de droit étant destinée à organiser la société et les rapports entre ses membres, il est nécessaire qu’elle soit respectée et donc elle doit être imposée, rendue obligatoire.
Toute règle de droit est obligatoire, mais ce caractère obligatoire est susceptible de ne pas être respecté. Il convient de distinguer ainsi les règles de droit impératives des règles de droit supplétives.
Les règles de droit impératives sont celles qui ordonnent ou interdisent une conduite sans que le sujet puisse s’y soustraire. Elles sont souvent liées à l’ordre public. Par exemple, les époux ont, du fait du mariage, des obligations entre eux qui sont passées par des règles impératives.
Les règles de droit supplétives sont aussi obligatoires, mais peuvent être écartées par les sujets de droit. En effet, elles ne s’appliquent que si les sujets de droit n’ont pas exprimé de volonté particulière pour l’organisation de la situation. Elles viennent alors suppléer l’absence de volonté exprimée : ce sont des règles de droit applicables par défaut. Par exemple : l’article 1609 du Code civil français prévoit donc que lorsqu’une chose est vendue, elle doit être livrée à l’acheteur à l’endroit où elle se trouvait au moment du contrat. Les parties sont toutefois autorisées à prévoir un autre lieu de livraison.

##### Sanction de la règle de droit
La règle de droit est toujours assortie d’une sanction émanant de l’État. Cette sanction peut prendre des formes variées. On en distingue plusieurs, qui peuvent parfois se cumuler.
Le premier type de sanction peut constituer en l’exécution contrainte de la règle de droit. L’autorité chargée de faire respecter la règle en demande directement l’exécution en ayant recours si nécessaire à la force publique. Le créancier qui n’est pas payé par son débiteur, une fois qu’il a obtenu le jugement condamnant le débiteur à payer, peut, avec ce jugement, ce titre exécutoire, aller voir un huissier qui contraindra le débiteur à payer en ayant, par exemple, recours à une saisie sur un compte bancaire ou une saisie immobilière. Le locataire qui ne paie pas ses loyers peut être expulsé.
Une autre catégorie de sanction peut être qualifiée de réparatrice. Elles visent à réparer les conséquences du non-respect de la règle de droit. Ainsi, lorsqu’on ne peut pas ou plus obtenir l’exécution d’une obligation, on la remplace par le paiement d’une somme d’argent (dommages et intérêts) correspondant au préjudice causé par l’inexécution de l’obligation. On peut aussi parler de l’annulation de l’acte juridique. Lorsqu’un acte juridique comme un contrat a été conclu sans respecter la règle de droit applicable à la conclusion du contrat, la meilleure manière de réparer ce non-respect de la règle de droit est d’anéantir ce contrat par le jeu d’une action d’annulation.
Les sanctions punitives relèvent essentiellement du droit pénal. Cependant, le droit pénal n’est pas le seul qui propose des sanctions punitives en cas de manquement à la règle de droit. Exceptionnellement, le droit civil peut aussi le faire. Par exemple, l’article 792 du Code civil français prévoit une sanction civile pour le recel successoral, c'est-à-dire le fait pour un héritier de s’être approprié clandestinement un bien de la succession. Il n’a alors plus de droit sur ce bien.

#### Fondements de l'obéissance au droit
Les philosophes du droit s’interrogent toujours sur les fondements du caractère obligatoire de la règle de droit : qu’est-ce qui fonde l'obéissance volontaire et libre au droit ? Les réponses apportées à cette question peuvent être distinguées en deux familles différentes.

##### Droit naturel
Certains auteurs considèrent que le fondement de l'obéissance à la règle de droit est le droit naturel, c'est-à-dire l’ensemble des règles idéales de conduite humaine, auquel le droit positif doit être soumis.
Si la règle de droit est conforme au droit naturel, elle doit être considérée comme obligatoire parce qu'elle est légitime, et non simplement parce que l'État possède une puissance factuelle de coercition. Dans le cas contraire, elle est injuste et on doit y désobéir.
Il existe différentes conceptions du droit naturel.
Pour Aristote et plus généralement les théoriciens du droit naturel classique (Platon, les stoïciens), le droit naturel (ce qui est juste) est le principe supérieur de justice inscrit dans la nature des choses et conforme au bon ordre de la nature et de la cité. Pour saint Thomas d'Aquin, le droit naturel est inspiré par Dieu. Enfin, certains auteurs (appartenant à l'école du droit naturel moderne) considèrent que le droit naturel doit se déduire de la nature de l’Homme (Grotius), qu'ils définissent soit par sa puissance et son désir (Hobbes), soit par son aspiration au bien-être (Locke), soit par la dignité qui caractérise la personne (Kant).

##### Positivisme
Une seconde école s’oppose aux théories du droit naturel. On les appelle les théories positivistes. Ces auteurs nient l’existence d’un droit naturel. Pour eux, il n’existe que le droit objectif, positif. Pour certains d’entre eux, c’est uniquement l’autorité de l’État qui confère à la règle de droit son caractère obligatoire – on parle alors de positivisme étatique ou juridique. Pour les autres, la règle de droit et son caractère coercitif sont des moyens de défense sociale – positivisme idéologique.

##### Marxisme
Pour la théorie marxiste, la règle de droit est un moyen d’oppression de la classe dominante, et c’est pourquoi elle est coercitive. Elle a vocation à disparaître quand disparaîtra la lutte des classes.

## Hiérarchie des règles de droit selon les juridictions
Les situations normatives sont assez différentes entre les États-Unis (système juridique de common law) et l'Europe continentale (système juridique de droit civil). Dans les deux systèmes juridiques, la Constitution se trouve au plus haut niveau.
Dans l'Union européenne, depuis les années 1990, le droit communautaire modifie en profondeur les droits nationaux des différents États-membres, les directives et règlements ainsi que les traités internationaux s'interposant entre les constitutions et les lois (ou codes), avec la hiérarchie des normes.

## Histoire
La notion de règle de droit est ancienne ; elle est par exemple déjà abordée par L. Charonda, Le Caron dans les années 1500s :

« Car telle est la règle de droit qu'en l’interprétation douteuse, & obscure de quelque Loy ou edit faut avoir recours au droit commun, & regarder quelle est sa vraye intelligence: mêmement quand il est question d'un édit  particulier, qui n'est estimé que pour privilège, & semble être introduit contre la raison du droit commun & partant le convient restreindre, à fin que son interprétation ne soit vicieuse & apporte trop grand prejudice & dommage, contre la vraye fin de la Loy qui est établie pour l'utilité des hommes, & pour conserver les Citoyens en très-bon etat de Republique. »

— Responses du droict françois, confirmées par les arrests des cours souveraines de la France, et rapportées aux lois romaines, reveues, corrigées, & grandement augmentées et départies par nouvel ordre en sept livres. Plus les annotations sur le tiltre des censives et droits seigneuriaux, de la Coustume réformée de Paris, L. Charonda, Le Caron, Paris, 1596